# Ljuba Jakymtschuk

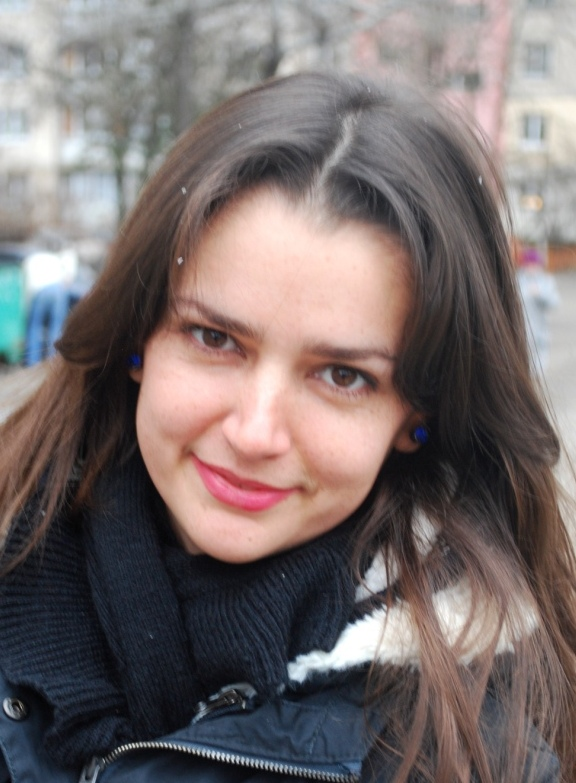
Ljuba Jakymtschuk

Ljubow „Ljuba“ Wassyliwna Jakymtschuk, auch Lyuba Yakimchuk (ukrainisch Любов Василівна Якимчук; geboren 19. November 1985 in Perwomajsk (Luhansk)) ist eine ukrainische Dichterin und Autorin.

## Leben
Ljuba Jakymtschuk wuchs in einer kleinen Industriestadt in der Ostukraine auf. Sie absolvierte ein Studium an der Nationalen Taras-Schewtschenko-Universität Luhansk, anschließend studierte sie an der Nationalen Universität Kiew-Mohyla-Akademie. Sie erlebte den Beginn des Russisch-Ukrainischen Kriegs von 2014, als sie ihre Familie in Luhansk besuchte. Schwester, Eltern und Großmutter blieben dort. Erst 2015 verließen die Eltern die Stadt und konnten sich mit Jakymtschuks Hilfe in Kybyntsi niederlassen, einem Dorf südöstlich von Kiew in der Oblast Poltawa. Sie ist verheiratet, Mutter eines Sohnes und lebte in Kiew. Nach dem russischen Überfall auf die Ukraine 2022 veröffentlichte die Zeitung New Statesman ihren Text Letter from Kyiv (Brief aus Kiew), in dem sie beschreibt, wie die Realität des Krieges die Sprache verändert. Sie floh aus der Ukraine und lebt seitdem in Wien (Stand: August 2022). Bei den Grammy Awards 2022 las sie live auf der Bühne ihr Gedicht Prayer im Rahmen des Auftritts von John Legend, der den Song Free interpretierte.

## Werk
Ihre Gedichte wurden ins Englische und weitere Sprachen übersetzt, erschienen als Lyrikbände, in Anthologien und Literaturzeitschriften. Die russische Literaturwissenschaftlerin Polina Barskova beschrieb sie als „eine der sprachlich wagemutigsten Figuren der jüngeren Generation“ ukrainischer Dichter. Der Zyklus Apricots of Donbas (Abrykosy Donbasu), erstmals 2015 veröffentlicht und 2021 in einer neuen zweisprachigen Ausgabe auf Ukrainisch und Englisch, versammelt Gedichte, die sie in den beiden ersten Kriegsjahren des Russisch-Ukrainischen Krieges von 2014 verfasste, und die unter anderem von der erzwungenen Flucht ihrer Familie aus der von Separatisten bombardierten Stadt Luhansk erzählen. Sie führte darin Elemente sprachlicher Experimente ein, die teilweise von ukrainischen Futuristen entlehnt sind. Im Vorwort schreibt sie: „Historische Ereignisse beeinflussen nicht nur die Art und Weise, wie Menschen darauf reagieren. Sie wirken sich auch auf den Sprachgebrauch aus.“ Ihre Gedichte seien „eindringliche Sprachsplitter, während sie ihr Land vor sich zerbrechen sieht“, befand der Rezensent der britischen Literaturzeitschrift The Times Literary Supplement.
The White Chalk of Days, eine 2017 herausgegebene Anthologie zeitgenössischer ukrainischer Literatur, enthält eine Auswahl ihrer Gedichte, darunter auch solche aus Apricots of Donbas, in denen sie über die allgegenwärtige Präsenz von Kohle in ihrer Heimatregion Donbass schreibt. In den Gedichten, die den Krieg thematisieren, konzentriere sie sich auf die Form, experimentiere mit der Sprache und zerlege sie in Silben und Laute, die Kriegsgeräusche widerspiegeln, so der Herausgeber des Bandes, Mark Andryczy. Die Lyrik-Anthologie Words of War. New Poems from Ukraine versammelt sechzehn ukrainische Dichter, die auf den traumatischen Umbruch des Krieges reagieren, der seit 2014 im Osten ihres Landes tobt. Sie schreiben nicht gegen den Krieg, sondern erschaffen eine Sprache für Ereignisse, für die es keine Worte gebe. In ihrem Poem Decomposition präsentiere sich Lyuba Yakimchuk „erschöpft und ausgeblutet, plötzlich eine alte Frau, der nur noch ein Überrest ihrer einstigen jugendlichen Identität geblieben ist“ („No longer Lyuba / just a -ba“).

## Veröffentlichungen
Lyrikbände
- Like Fashion (Moda), 2009
- Apricots of Donbas (Abrykosy Donbasu), Lost Horse Press (=Contemporary Ukrainian Poetry Series, Band 7), Sandpoint 2015, ISBN 978-1-73643-231-0.
  - Neue zweisprachige Ausgabe, Ukrainisch und Englisch, übersetzt von Oksana Maksymchuk, Max Rosochinsky, Svetlana Lavochkina, Lost Horse Press, Sandpoint 2021, ISBN 978-1-73643-231-0

Gedichte in Anthologien
- The White Chalk of Days. The Contemporary Ukrainian Literature Series Anthology, herausgegeben von Mark Andryczyk. Academic Studies Press (=Reihe Ukrainian Studies), Boston 2017, ISBN 978-1-61811-662-8, S. 320–343.
- Words for War. New Poems from Ukraine, herausgegeben von Oksana Maksymchuk und Max Rosochinsky. Academic Studies Press, Boston 2017.
- The Frontier. 28 Contemporary Ukrainian Poets (zweisprachig), herausgegeben und aus dem Ukrainischen übersetzt von Anatoly Kudryavitsky. Glagoslav Publications, Oosterhout (NL) 2018, ISBN 978-1-911414-49-0.